# 龍谷大学シーホース
龍谷大学シーホース（りゅうこくだいがくシーホース、英語: RYUKOKU UNIVERSITY SEAHORSE）は、龍谷大学学友会体育局に所属するアメリカンフットボール部のチーム名である。1975年創部。

## チーム小史

### 1970年代
1974年、当初は同好会として発足。翌1975年に関西学生アメリカンフットボール連盟に加盟。20名程のメンバーで1976年から近畿学生リーグ東部ブロック(当時)に参加。

### 1980年代
1985年にリーグ再編で3部リーグ所属となる。1986年は同率一位ながら京都府立大学との優勝決定戦に敗れ、優勝を逃す。1988年、リーグ初優勝し、入替戦でも阪南大学に勝利し2部初昇格。

### 1990年代
1993年のDivision 2へのリーグ名変更をはさんで、常に優勝争いに絡む位置にはいるものの、結果2,3位に甘んじ、リーグ優勝の壁は厚い状況が続いていた(特に90年代後半Div.2に在籍していた関西大学に阻まれる事が多かった)。2000年にファイニーズ・フットボール・クラブのヘッドコーチ村田斉潔(いずれも当時。現：神戸ファイニーズ)をヘッドコーチとして招聘(～現在)。

### 2000年代
2002年にオイスターボウルに出場し、愛媛大学ボンバーズに勝利(56-14)。米村栄一監督体制となった2003年にDivision 2初優勝、入替戦で甲南大学に勝利し、Division 1に初昇格する。一部初挑戦となった翌2004年度は2勝を挙げ、6位と健闘するも(第8回ウエスタンボウル出場、48-0　対愛媛大)、2005年度はリーグ戦で全敗し、入替戦で大阪産業大学に敗れ、2部降格が決定した。2006年はDivision 2 Bブロックに所属し全勝優勝。入替戦はDivision 1で8位となった大阪産業大とのリターンマッチとなり、これに44-16と大勝してDivision 1復帰を決めた。しかし翌2007年は2勝5敗で6位となり、甲南大に入れ替え戦で14-20で敗れDivision 2降格。2008年はDivision 2 全勝優勝を果たすも入れ替え戦で同志社大学に敗れDivision 2残留。
2010年はDivision 2 で全勝優勝を果たし、さらに入れ替え戦で近畿大学に勝利したことで、翌年2011年からは3年ぶりにDivision 1 へ復帰した。そして2011年度の秋季リーグでは、同志社大と神戸大学に勝利し、京都大学と引き分けたことにより、リーグ第5位の結果となった。
2016年度秋季リーグ、Division１で京都大学、甲南大学、同志社大学、神戸大学に勝利し、4勝3敗と勝ち越し初の4位となる。

## チームカラー・ニックネーム
2005年の創部30周年を機にチームカラーをそれまでの紫、黒から紫、白に変更。チームロゴ、ユニフォームも併せて変更した。ニックネームのシーホースはタツノオトシゴの英名seahorseに由来。龍を標榜するのはおこがましいとする謙遜からのネーミングである。